# Justizpalast von Barcelona
Der Justizpalast von Barcelona ist ein Gebäude aus der Zeit der Belle Époque, das zwischen 1887 und 1908 am Passeig de Lluís Companys erbaut wurde, um in einem gemeinsamen Gebäude die Gerichtsbehörden und die Verhandlungssäle unterzubringen. Der Stadtrat von Barcelona beauftragte Josep Domènech i Estapà und Enric Sagnier als Architekten mit dem Projekt. Dieses Gebäude ist seit 27. Oktober 2000 als Kulturgut von lokalem Interesse unter Schutz gestellt.
Der Justizpalast glänzt mit seiner Fülle an Skulpturenschmuck, bei dessen Umsetzung der größte Teil der Bildhauer der Epoche mitwirkten: die Brüder Agapit und Venanci Vallmitjana i Barbany, Eduard Alentorn, Rafael Atché i Ferré, Miquel Blay i Fábregas, Pere Carbonell, Manel Fuxà i Leal, Francesc Pagès i Serratosa und noch mehr. Das dekorative Programm an den Außenseiten des Palasts besteht aus 48 Figuren, die in Beziehung zum Recht stehen, 22 Reliefs mit juristischen und geschichtlichen Themen, einer Skulpturengruppe an der Bekrönung des Giebels (Moses mit den Gesetzestafeln) von Agustí Querol und einer Großskulptur von 4 Metern Höhe von Andreu Aleu, die Justitia darstellt. Bei der Gestaltung des Gebäudes war auch die Benutzung von Eisen wichtig, vor allem als Schmiedeeisen, wie es in den Räumen des zentralen Baukörpers verwendet wird, insbesondere im großen Vestibül, das das Gebäude in zwei Zonen teilt.
Heute befinden sich die Gerichtshöfe von Barcelona an zwei unterschiedlichen Orten, einmal in der gemeinsamen Ciutat de la Justícia an der westlichen Stadtgrenze Barcelonas mit L’Hospitalet de Llobregat und zum anderen im Stadtzentrum von Barcelona. Der Justizpalast beherbergt die Präsidentschaft der Gerichte und die Verhandlungssäle des Obersten Gerichtshofs Kataloniens, die Staatsanwaltschaft des Obersten Gerichtshofs, Büros verschiedener Gerichte und die Berufungsinstanzen in Strafsachen.

## Geschichte
Im letzten Viertel des 19. Jahrhunderts entschied das Justizministerium, die städtischen Gerichte mit einem geräumigeren und moderneren Gebäude auszustatten, die sich bis dahin die Arbeitsräume mit der Provinzverwaltung im Palau de la Generalitat teilen mussten. Der neue Justizpalast wurde in die Pläne zur Stadterneuerung miteinbezogen, die die Nordflanke Barcelonas in Rahmen der Weltausstellung von 1888 umgestalteten und den Saló de Sant Joan schufen, der heute Passeig de Lluís Companys heißt. Von dem jungen Architektenduo Josep Domènech i Estapà und Enric Sagnier entworfen, begannen die Arbeiten 1887 und wurden im Rohbau 1898 abgeschlossen. Domènech und Sagnier planten ein Gebäude, das dem mittelalterlichen Palau de la Generalitat an Würde und repräsentativem Charakter ebenbürtig sein sollte. Da die ersten Jahre des 20. Jahrhunderts mit einer Zeit großer wirtschaftlicher Schwierigkeiten zusammenfielen, verlangsamte sich das Bautempo anschließend erheblich, so dass die Ausstattung des Baus viel länger dauerte als erwartet. So konnte er erst am 11. Juni 1908 eingeweiht werden und auch nach diesem offiziellen Akt wurden die Arbeiten noch sieben weitere Jahre bis 1915 fortgesetzt. Aus Anlass der Einweihung wurde eine Gedenkmedaille herausgegeben.
Das Endergebnis der sehr kostspieligen Arbeiten war dann ein extrem reich ausgestattetes Gebäude, was zum Teil der Mitwirkung der besten Künstler und Bildhauer der Epoche zu verdanken ist: Josep Llimona i Bruguera, Antoni Vilanova i March, Manuel Fuxà i Leal und Pere Carbonell (die auch an der Ausschmückung des benachbarten Arc de Triomf, dem Eingangstor zur Weltausstellung, zusammenarbeiteten) und Rafael Atché i Ferré. An der Innenausstattung mit Wandgemälden, Tapisserien, Mosaiken und Glasfenstern arbeiteten die Maler Josep Maria Sert i Badia, Enric Simonet i Lombardo, Charles Collet Colomb und wiederum Josep Llimona zusammen. Die Herstellung der Gläser übernahmen die Firma Rigalt i Granell und die französische Firma Meaujean.
In den ersten Jahren beherbergte das Erdgeschoss das Jutjat de Guàrdia, eine Art „Eilgericht“, das Tag und Nacht Bereitschaft hat, das Handelsgericht, die Abteilung für Zivilangelegenheiten, die Kammern der Gerichtsschreiber und der Anklagevertreter, den Saal für öffentliche Versteigerungen, den Saal für die Gerichtsmedizin, den Salon für Bekanntmachungen und ein Lokal der Guàrdia Civil. Die weiteren Stockwerke beherbergten die Büros der Audiència de Barcelona: Im ersten Stock befanden sich die Säle des Kriminal- und des Zivilgerichts, die Bibliothek, der Raum für die Aufbewahrung der Roben, das Verwaltungsgericht, die Hauskapelle, die Räume des Gerichtspräsidenten, die Büros der Staatsanwaltschaft, Sekretariate, die Aufsichtsbehörde für die örtlichen Gefängnisse und Büros für Anwälte, Klagevertreter und die Presse. Im zweiten Stock befand sich das Gerichtsarchiv, die Räume des Leiters der Staatsanwaltschaft und die Büros des Sekretärs, des Ältesten der Gerichtsdiener und der Gerichtsvollzieher.
Im Jahr 1925, während der Diktatur von Miguel Primo de Rivera, erfuhr das Haus die erste Umgestaltung. Im Jahr 1966 wurde die räumliche Überlastung des Justizpalasts durch den Bau eines neuen Gebäudes für die Justizbehörden Barcelonas an der Kreuzung Passeig de Lluís Companys und Passeig de Pujades gemildert. Dieser Erweiterungsprozess erfuhr seinen bisherigen Abschluss im Jahr 2009, als die erstinstanzlichen Gerichte, die Ermittlungsrichter in Zivil- und Strafsachen und die Staatsanwaltschaft in die neue Ciutat de la Justícia in l’Hospitalet de Llobregat umzogen, die vom britischen Architekten David Chipperfield und dem Architekturbüro b720 entworfen worden war. Zwischen 2009 und 2012 waren die Architekten Carles Buxadé und Joan Margarit mit der Restaurierung der Fassaden, der Dächer und des Vestíbüls des Gebäudes beauftragt.
Zur Zeit beherbergt der Justizpalast den Obersten Gerichtshof Kataloniens und die Staatsanwaltschaft der Provinz Barcelona, deren Archive und Bibliotheken, sowie einen Gewahrsamsbereich für Häftlinge, Säle für die Gerichtsmedizin, die Kammern der Anwälte und der Anklagevertreter, eine Poststelle, ein Bürgerbüro und Büros der Mossos d’Esquadra.

## Beschreibung
Am Rand des Altstadtbezirks gelegen, präsentiert sich der Justizpalast als freistehender Bau, der den gesamten Häuserblock zwischen dem Passeig de Lluís Companys (wo sein Hauptportal liegt) und den Straßen Carrer dels Almogàvers, C. de Roger de Flor und C. de Buenaventura Muñoz einnimmt. Von rechteckigem Grundriss umfasst die Gebäudestruktur ein Halbsouterrain, drei Geschosse und ein Satteldach. Dieses Gebäude im Stil des Eklektizismus und von ausgesprochen monumentalem Charakter gliedert sich folgendermaßen: zwei rechteckige Baukörper mit jeweils vier Ecktürmen und jeweils einem Innenhof, verbunden durch ein Zentralgebäude, welches das Hauptportal, das Vestibül und den Plenarsaal der Audiència enthält. Es handelt sich um ein Bauwerk von majestätischen Erscheinungsbild mit einer ausgeprägten Symmetrie, das perfekt mit dem Passeig de Lluís Companys korrespondiert, der ihm gleichsam als Vorplatz dient.

### Außenansicht
Die Fassaden zeichnen sich durch ihre schieren Ausmaße und den Reichtum ihres Schmucks aus. Sie bestehen in ihrer Gesamtheit aus Stein vom Berg Montjuïc. Das Halbsouterrain öffnet sich zur Straße hin mittels Fenstern, die von großen bossierten Quadern eingerahmt sind, die sich von der ansonsten glatten Wand des Gebäudesockels abheben. Über diesem Sockel öffnen sich die Fenster des Erdgeschosses, eingerahmt von Bekrönungen, die das obere Fensterdrittel umfassen. Ihre Zentralsteine tragen Blumenmotive, die Ecken das Wappen Kataloniens und das Georgskreuz. Das erste Obergeschoss präsentiert hohe Fenster mit Steinbrüstungen mit Dekor in Form von Blütenzweigen, die durch zentrale Stützen in Form von ionischen Säulen unterteilt werden. Die Türstürze zeigen geflügelte Drachen, die durch mächtige vorkragende profilierte Rahmen in Form flacher Bögen begrenzt werden, mit Blumendekor an den Senkrechten. Das zweite Obergeschoss besitzt rechteckige Fenster mit robusten Zentralstützen und ausgekehlten Zargen und Stürzen.

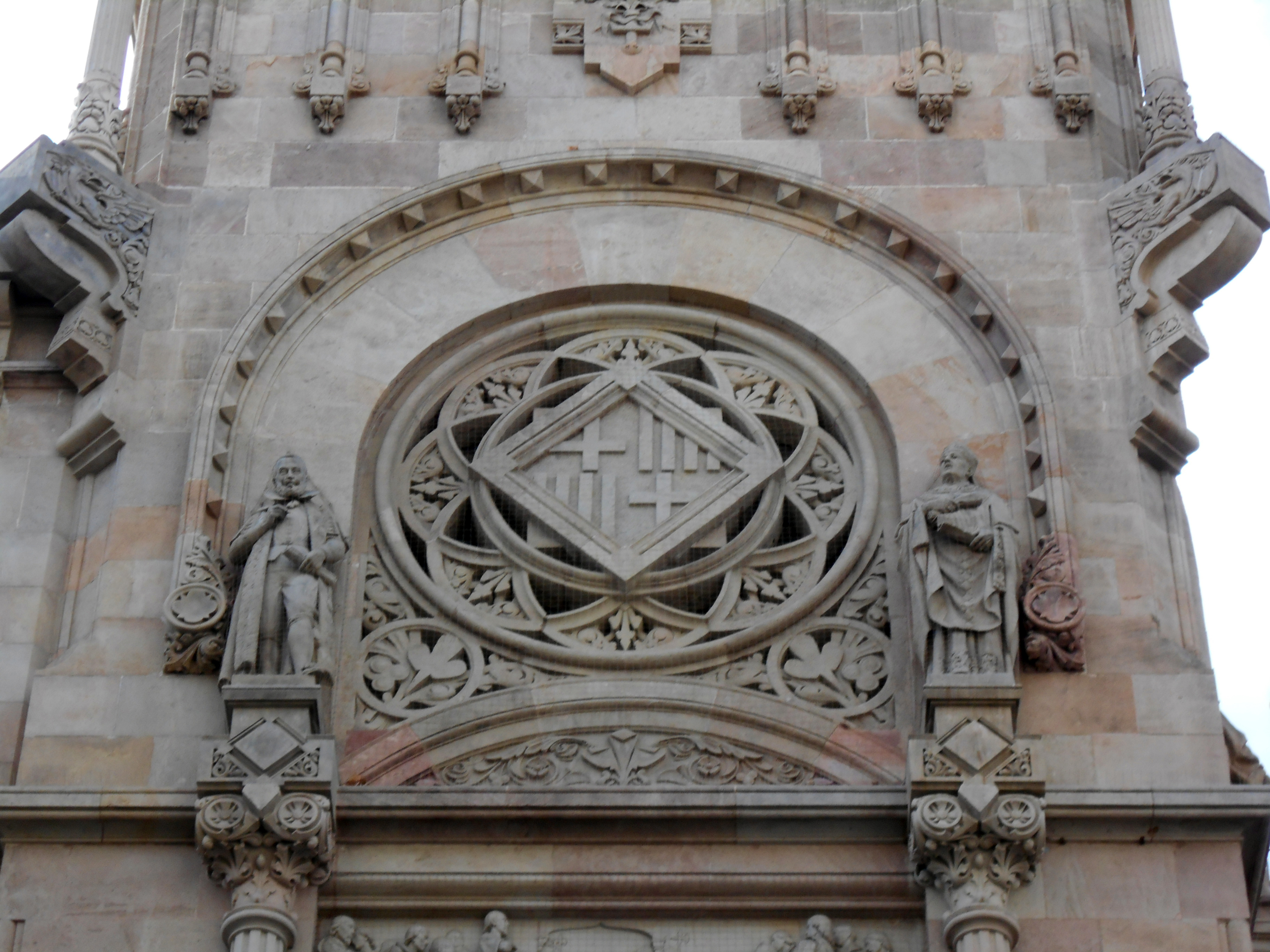
Oculus mit dem Stadtwappen Barcelonas

An den Ecken der beiden Hauptgebäude besitzt das erste Obergeschoss jeweils breitere Fenster, deren Brüstungen durch zwei Zentralstützen in drei Teile geteilt werden und über denen skulptierte Reliefs angebracht sind. Diese Reliefs (rund ums Gebäude insgesamt 22) stellen wichtige historische Begebenheiten dar, die einen Zusammenhang mit der Rechtsprechung aufweisen. Ihre Urheber sind Josep Llimona i Bruguera, Torquat Tasso i Nadal, Josep Reynés i Gurí, Antoni Vilanova i March, Manuel Fuxà i Leal, Pere Carbonell und Rafael Atché i Ferré. Über diesen Reliefs befinden sich große Bögen mit maßwerkgeschmückten Oculi, die die rautenförmigen Wappen der vier Provinzen Kataloniens zeigen. Diese Ecken werden von insgesamt acht Türmen gekrönt, die mit Blendarkaden im gotisierenden Stil verziert sind, an den Kanten auskragende Säulen tragen, über denen vorspringende Drachen sitzen, und von gewölbten Dächern gekrönt sind, die Eckvoluten und pflanzlich gestaltete Blitzableiter aufweisen.
Die Hauptfassade zeigt eine überschwänglich geschmückte Bekrönung, die in den Fensterzwischenräumen Platz für insgesamt 48 freistehende Statuen bietet, die eine Galerie bedeutender Rechtsgelehrter der Geschichte bilden. Weiterhin wird das Gesims dieser Fassade von einer Folge falscher Gauben durchbrochen, die dem Dach, welches mit glasierten Keramikziegeln in Schwarz gedeckt ist, Rhythmus verleihen. Das Mittelgebäude, das etwas zurückgesetzt ist, zählt drei Eingangstüren: die beiden Seitentüren mit kleineren Abmessungen sind ganz mit schmiedeeisernen Verzierungen eingefasst. Das Hauptportal, das direkt ins Vestibül führt, wird von einer Treppe erhöht und von einem großen Halbkreisbogen umrahmt, welcher auf zwei Paaren ionischer Säulen ruht. Jener Bogen zeigt Archivolten mit Pflanzenreliefs und die spanische Inschrift „Palacio de Justicia“. Er umgibt ein Tympanon, auf dem sich das verfassungsmäßige Staatswappen Spaniens befindet. Die Bekrönung dieses Portikus bilden ein Bogensegment mit Akroterien in Form von Drachen und eine Mittelskulptur des in Tortosa geborenen Bildhauers Agustí Querol i Subirats, die Moses mit den Gesetzestafeln darstellt.

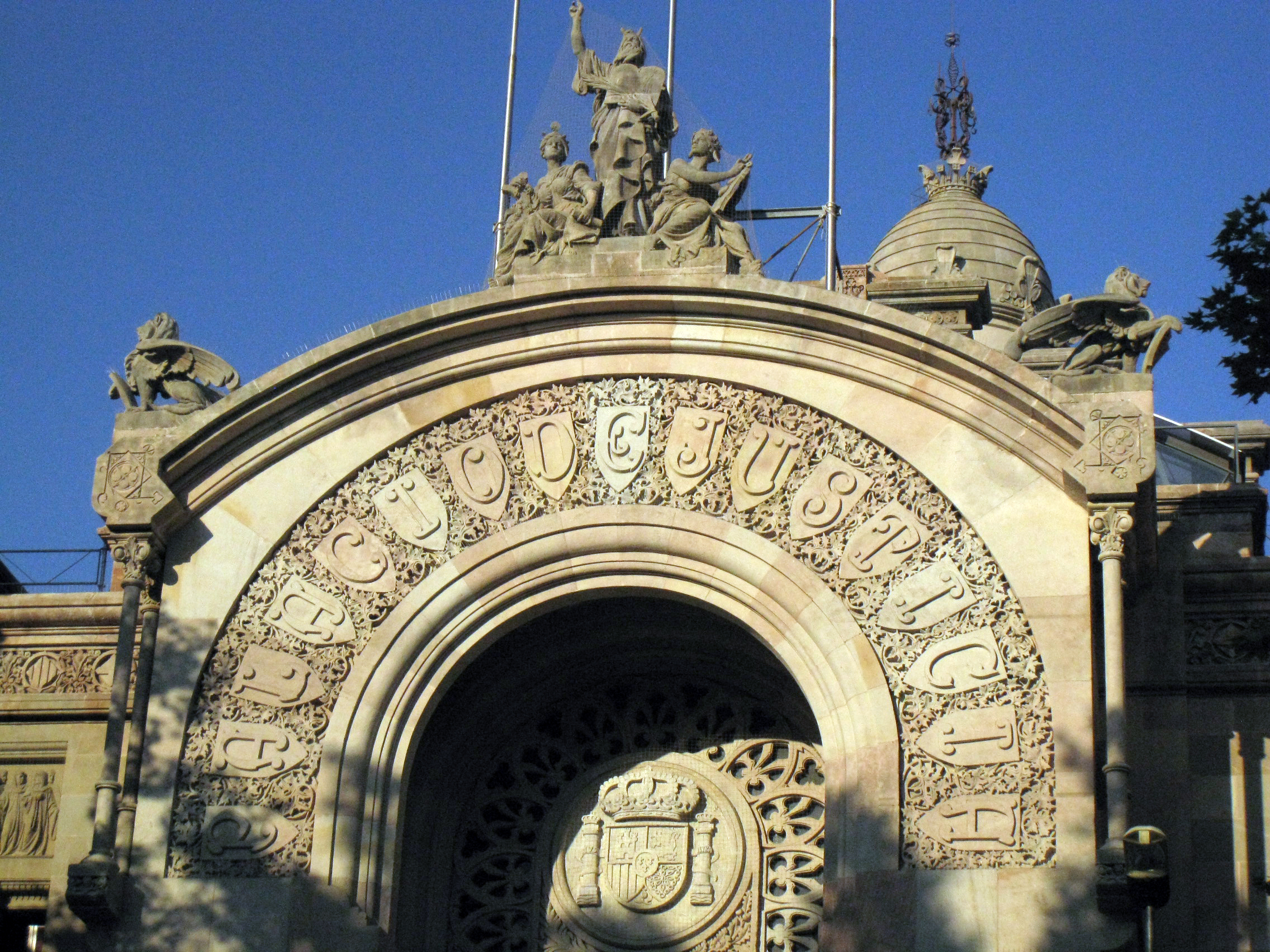
Moses mit den Gesetzestafeln von Agustí Querol i Subirats

Derselbe Zentralbau weist an seiner Hinterseite die Apsis der ehemaligen Hauskapelle des Justizpalasts auf, die jetzt den Saal der Audiència bildet. Diese halbkreisförmige Apsis wird von großen vertikalen Fenstern und Rosetten gegliedert. Sie wird von einer steinernen Halbkuppel gedeckt, die als Basis einer Laterne dient, die das Innere erleuchtet und aus einem runden Tempelchen besteht, dessen Dach von acht Doppelsäulen in korinthischem Stil getragen wird.

### Innenansicht
Auch im Inneren zeigt das Gebäude sehr reichen Schmuck, der in Wandgemälden, Wandteppichen, Mosaiken und Buntglasfenstern besteht. Davon sind zwei Räume besonders erwähnenswert: das Vestibül und der „Saló de Passos Perduts“. Diese Bezeichnung geht wohl auf den Hof Ludwig XVIII. zurück und bezeichnet eine Wandelhalle entweder vor dem Audienzsaal einer Residenz oder eines Tribunals bzw. vor den Sitzungssälen in einem Parlament.
Das mächtige Vestibül hinter dem Haupteingang umfasst das Erdgeschoss und den ersten Stock. Sein Boden besteht aus grauem Marmor und die Mauern bestehen zur Gänze aus Naturstein. Zwei große Bögen, getragen von Säulen mit Blumenkapitellen, gewähren den Zugang zu den beiden seitlichen Flügeln des Gebäudes. Im Zentrum des Vestibüls öffnet sich eine große Prunktreppe mit steinernen Geländern, welche zu den Galerien des ersten Stockwerks hinaufführt. Diese öffnen sich zum zentralen Raum des Vestibüls hin durch Arkaden, deren halbkreisförmige Bögen jeweils von Doppelsäulen getragen werden. In ihren Zwickeln tragen diese Bögen die komplexen Metallstrukturen, welche als Stützskelett eines großen Oberlichts mit farbigen Scheiben dienen, die ebenfalls die Wappenschilde der vier Provinzen Kataloniens zeigen. Die Rückwand des ersten Obergeschosses, die das Vestibül vom „Saló de Passos Perduts“ trennt, wird von drei parallelen Fensteröffnungen mit mattiertem Glas durchbrochen und von einer großen Uhr gekrönt, die von Lorbeerkränzen umgeben ist, die aus vergoldetem Stuck modelliert sind. Die Galerien führen zu diversen Büros der einzelnen Gerichte und ihrer Verwaltungen.
Der „Saló de Passos Perduts“ ist im Stil einer Basilika konzipiert, gegliedert in drei Schiffe, die durch Säulen aus Porphyr mit floralen Kapitellen voneinander getrennt werden, welche ein Tonnengewölbe tragen, das durch eiserne Bögen verstärkt wird. Die beiden gegenüberliegenden Wände der Halle schmücken Wandgemälde von Josep Maria Sert i Badia, der vom Stil des Barockmalers Giovanni Battista Tiepolo inspiriert war. Er stellte darauf unter anderem über den dem Vestibül zugewandten Fenstern die Zeit und die Parzen, die den Lebensfaden spinnen, dar. Über dem Portal der früheren Hauskapelle gibt es ein kreisförmiges Gemälde, das die Gerechtigkeit zeigt, die in ein weißes Gewand gekleidet ist und eine mitfühlende Haltung gegenüber einer Figur einnimmt, die um Schutz bittet, und eine andere geflügelte Figur, die ihre Waage hält. Neben der Türe befindet sich links eine Bildkomposition des Heiligen Georg, der die Jungfrau vor dem Drachen beschützt, und rechts ein Gemälde von Judith, die kurz davor steht, Holofernes den Kopf abzuschneiden. Außerdem stellte er den Gott Chronos dar und eine Uhr mit zwei Amoretten, die einen Spiegel halten, der ein Symbol der Wahrheit ist.